# Cleistanthus capuronii
Cleistanthus capuronii är en emblikaväxtart som beskrevs av Jacques Désiré Leandri. Cleistanthus capuronii ingår i släktet Cleistanthus och familjen emblikaväxter. Inga underarter finns listade i Catalogue of Life.